# Ernesto Quesada
Ernesto Ángel Quesada Medina(Buenos Aires, 1 de junho de 1858 - Spiez, Suíça, 7 de fevereiro de 1934) foi um advogado, sociólogo, historiador, escritor, catedrático e magistrado argentino. Fez parte da geração do 80, ainda que suas preferências intelectuais, políticas e sociais façam dele uma personalidade singular. Quanto a sua ampla produção jurídica, histórica, política e literária, Juan Canter contabilizou 564 títulos pertencentes a Quesada. Pensador polifacético, Quesado é considerado figura inaugural do revisionismo histórico Argentino, e um dos fundadores das ciências sociais nesse país.

## Biografia

### Família e estudos
Filho do diplomata argentino Vicente Gaspar Quesada (1830-1913) e de Elvira Lorenza Medina (1840-data desconhecida), Ernesto Quesada nasceu o 1 de junho de 1858 na cidade de Buenos Aires. Seu ambiente familiar teve uma influência decisiva em seu desenvolvimento intelectual. Entre 1869 e 1872, atendeu ao Colégio San José. Em 1872, seu pai pediu licença de seu cargo de diretor da Biblioteca Pública de Buenos Aires e viajou para a Europa, pensando na educação de seu filho. Entre 1873 e 1874, Quesada estudou em Vitzthum-Gymnasium de Dresde, Sajonia. Durante sua primeira viagem pela Europa, Quesada visitou a Juan Manuel de Rosas em sua chacra em Swathling, e a filha de José de San Martín em Paris. Regressou para Buenos Aires em 1875, onde finalizou seu bacharelado no Colégio Nacional de Buenos Aires, onde compartilhou seus estudos com Rodolfo Rivarola.
Em 1877 e 1878 Quesada serviu como assistente de bibliotecário na Biblioteca Nacional. Em 1878 participou do Círculo Científico-Literário responsável pela publicação da Revista Literária, círculo ao que pertenciam várias das figuras jovens mais notáveis da geração, como o poeta Julio E. Mitre, o jornalista e defensor do naturalismo Benigno B. Lugones, Carlos Monsalve, o futuro jurista Luis María Drago, Adolfo Mitre (filho menor de Bartolomé Mitre), Rodolfo Rivarola, entre outros. Nesse círculo polemista, Ernesto Quesada era porta-voz dos clássicos.
Em 1878 Quesada publicou seu primeiro livro, A sociedade romana no primeiro século de nossa era. Já em 1879, regressou a Alemanha a estudar em duas das universidades mais prestigiosas, a de Leipzig e a de Berlim, centros de renovação das ciências sociais. Após, continuou brevemente seus estudos em Paris, onde teve por mestres a Ernest Renan, Paul Janet e Fustel de Coulanges. Retornou a Argentina para graduar-se em advocacia em 1882, com uma tese sobre o regime de quebras.

### Professor, escritor, historiador e magistrado
Em 1880, Ernesto Quesada foi designado como professor de Literatura estrangeira e estética no Colégio Nacional de Buenos Aires, durante o reitorado de José Manuel Estrada, onde lecionou até 1884. Em 1882, foi secretário da delegação diplomática no Rio de Janeiro, sendo após promovido à delegação diplomática em Washington. Em 1883 casou-se com Eleonora Pacheco (1861-1927), neta do general Ángel Pacheco, com quem teve cinco filhos. Su nombre completo es Eleonora Juliana Genara Dolores Pacheco Bunge. Sus hijos fueron Fernando Vicente Quesada Pacheco (1885-1950), Rodolfo Ernesto Quesada Pacheco (1886-1952), Ernestina Beatriz Quesada Pacheco, Vicente Quesada Pacheco (1891-1968) y Eduardo Ángel Quesada Pacheco (1893-1919). Continuou suas viagens pelo mundo com sua visita a Rússia, tema sobre o que escreveu sua extensa obra Um inverno em Rússia.
Ao retornar à Argentina, iniciou sua etapa mais prolífica como escritor, abordando campos diversos como as finanças, a crítica literária e a história. Entre suas obras nesse período, As finanças municipais (1889), Duas novelas sociológicas (1892), e O imposto sobre a renda (1894). Do general Ángel Pacheco herdou um arquivo historiográfico volumoso sobre esta família, e sobre as atividades de Juan Lavalle e de Gregorio Aráoz de Lamadrid,  fonte que seria de grande utilidade para suas investigações históricas que deram origem, entre outros, a seu livro A época de Rosas: seu verdadeiro carácter histórico (1898).
Em dezembro de 1892 foi eleito Intendente do Partido de General Sarmiento, ocupando o posto por oito meses de primeiro de janeiro de 1893 a o 11 de agosto de 1893 . Anos mais tarde, Quesada ocupou alguns cargos municipais de menor faixa, sendo também vereador na cidade de Buenos Aires
Começou sua carreira como magistrado em 1899. Foi juiz no foro penal e civil, sendo elevado à câmara de apelações em 1910. Algumas de suas interpretações jurídicas fixaram rumos à jurisprudência. Em 1900, Quesada iniciou uma saga referida ao idioma dos argentinos, com sua obra O problema do idioma nacional (Buenos Aires: Revista Nacional, 1900) que continuaria com O criollismo na literatura argentina (1902) e finalizaria vinte anos mais tarde com A evolução do idioma nacional (Buenos Aires: Mercatali, 1922).
Desde 1903, Quesada foi professor de Economia Política na Faculdade de Ciências Jurídicas e Sociais da Universidade Nacional da Prata. Em 1904, na Faculdade de Filosofia e Letras (UBA), Quesada ocupou a cátedra de Sociologia, a primeira de sua espécie na Argentina. Quesada foi o responsável pela programação da matéria, expondo um aspecto diferente da mesma - doutrinário, histórico ou de aplicação - a cada ano, exercendo a sua titularidade até 1924, quando é sucedido por Ricardo Levene.
Em 1910, Quesada foi um dos cofundadores da Academia Argentina da Língua, correspondente da Real Academia Espanhola, junto a seu pai Vicente e a outras personalidades como Calixto Oyuela, Rafael Obrigado, Joaquín V. González, Estanislao S. Zeballos, Pastor S. Obrigado e Belisario Roldán (filho). A morte de seu pai em 1913 impactou fortemente Quesada, potencializando seus problemas de saúde. Ainda assim, presidiu a delegação que participou no Congresso Científico Pan-americano de Washington, integrada também por seu amigo José Engenheiros.

### Seus últimos anos
Os últimos anos de Quesada estiveram marcados pela exaustão fruto de sua vida de sacrifício e desencanto, a desilusão pelo rumo que tomava a investigação científica, solidão e um profundo desencanto pessoal.
Divorciou-se de Eleonora Pacheco em 1912. Em 1914, Quesada conheceu à jornalista e escritora alemã Leonore Niessen-Deiters (1879-1939), então em viagem pela América Latina, com quem manteve intercâmbios epistolares durante a Primeira Guerra Mundial (1914-1918). Leonore divorciou-se de seu marido J. Niessen em 1919 e mudou-se para a Argentina, onde se casou com Quesada.
Participou na Reforma Universitária de 1918 como interventor na Faculdade de Direito e Ciências Sociais. Em 1919, aos 61 anos, recebeu a cátedra de “Política e Tratados Pan-americanos” na Faculdade de Direito da Universidade de Buenos Aires.). Em suas classes, defendia a profissionalização, a investigação, a especialização, e o papel do advogado dentro da sociedade. Em 1921, Quesada pediu uma licença médica, renunciou ao cargo no ano seguinte, viajando então a Berlim, onde foi nomeado professor emérito com renda vitalícia.
Entre 1928 e 1929, Quesada instalou-se com Leonore Deiters em Spiez, no Cantón de Berna (Suíça). Seu lugar de retiro e última residência foi uma casa à que batizou de "Villa Esqueço", nome que sugere seu estado de ânimo nessa etapa de sua vida. Faleceu em 7 de fevereiro de 1934.

## Legado individual bibliográfico
Ernesto Quesada teve intenção de vender sua biblioteca ao Estado argentino, ambicionando que essa se tornasse patrimônio estudantil. Em concordância com o pensamento de seu pai, Quesada pensava que sua família tinha realizado um grande esforço intelectual e econômico e que por isso o Estado devia gratificar esse serviço.
Finalmente, doou sua biblioteca privada, de aproximadamente 80 000 livros e manuscritos, ao Estado de Prusia, em 1928. Tal doação foi a origem da fundação do Instituto Ibero-Americano, em Berlim (IAI) em 1930. Parte de seus livros e manuscritos se perdeu durante a Segunda Guerra Mundial. O legado de Quesada compõe-se de documentos que levou consigo a Suíça em 1929, e que passaram ao Instituto Ibero-Americano logo após sua morte.

## Distinções
Ao longo se sua vida, Ernesto Quesada foi honrado com numerosas distinções, tanto na Argentina quanto internacionalmente. Foi membro da Academia Argentina de Ciências e Letras, academico de número da Academia Nacional de Direito e Ciências Sociais de Buenos Aires, e membro da American Academy of Political and Social Science.